# باگراتاشن
باگراتاشن (به ارمنی: Բագրատաշեն) شهرکی است در استان تاووش ارمنستان در مرز با گرجستان که در مجاور روستای ساداخلو قرار دارد.

## خصوصیات
باگراتاشن در سال ۲۰۰۸ میلادی بالغ بر ۳٬۲۸۴ تن جمعیت دارد و در ارتفاع  متر بالاتر از سطح دریا قرار گرفته است.